# Ivan Ivanchenko
Ivan Dmitriyevich Ivanchenko (tiếng Nga: Иван Дмитриевич Иванченко; sinh ngày 7 tháng 9 năm 1998) là một cầu thủ bóng đá người Nga. Anh chơi ở vị trí tiền đạo cho F.K. Anzhi Makhachkala và F.K. Anzhi-2 Makhachkala.

## Sự nghiệp câu lạc bộ
Anh có màn ra mắt tại Giải bóng đá chuyên nghiệp quốc gia Nga cho F.K. Lada-Togliatti vào ngày 3 tháng 9 năm 2015 trong trận đấu với F.K. Volga Ulyanovsk.
Anh ra mắt tại Giải bóng đá ngoại hạng Nga ra mắt cho F.K. Anzhi Makhachkala vào ngày 26 tháng 11 năm 2017 trong trận đấu với F.K. Rostov.

## Thống kê sự nghiệp

### Câu lạc bộ
Tính đến 27 tháng 5 năm 2018
| Câu lạc bộ                   | Mùa giải            | Giải vô địch                | Giải vô địch | Giải vô địch | Cúp     | Cúp       | Châu lục | Châu lục  | Tổng cộng | Tổng cộng |
| Câu lạc bộ                   | Mùa giải            | Hạng đấu                    | Số trận      | Bàn thắng    | Số trận | Bàn thắng | Số trận  | Bàn thắng | Số trận   | Bàn thắng |
| ---------------------------- | ------------------- | --------------------------- | ------------ | ------------ | ------- | --------- | -------- | --------- | --------- | --------- |
| F.K. Amkar Perm              | 2014–15             | Giải bóng đá ngoại hạng Nga | 0            | 0            | 0       | 0         | –        | –         | 0         | 0         |
| F.K. Amkar Perm              | 2015–16             | Giải bóng đá ngoại hạng Nga | 0            | 0            | –       | –         | –        | –         | 0         | 0         |
| F.K. Amkar Perm              | Tổng cộng           | Tổng cộng                   | 0            | 0            | 0       | 0         | 0        | 0         | 0         | 0         |
| F.K. Lada Togliatti          | 2015–16             | PFL                         | 14           | 2            | –       | –         | –        | –         | 14        | 2         |
| F.K. Zenit-2 Sankt Peterburg | 2016–17             | FNL                         | 2            | 0            | –       | –         | –        | –         | 2         | 0         |
| F.K. Zenit Sankt Peterburg   | 2016–17             | Giải bóng đá ngoại hạng Nga | 0            | 0            | 0       | 0         | 0        | 0         | 0         | 0         |
| F.K. Anzhi Makhachkala       | 2016–17             | Giải bóng đá ngoại hạng Nga | 0            | 0            | 0       | 0         | –        | –         | 0         | 0         |
| F.K. Anzhi Makhachkala       | 2017–18             | Giải bóng đá ngoại hạng Nga | 3            | 0            | 0       | 0         | –        | –         | 3         | 0         |
| F.K. Anzhi Makhachkala       | Tổng cộng           | Tổng cộng                   | 3            | 0            | 0       | 0         | 0        | 0         | 3         | 0         |
| F.K. Anzhi-2 Makhachkala     | 2017–18             | PFL                         | 3            | 0            | –       | –         | –        | –         | 3         | 0         |
| Tổng cộng sự nghiệp          | Tổng cộng sự nghiệp | Tổng cộng sự nghiệp         | 22           | 2            | 0       | 0         | 0        | 0         | 22        | 2         |